# 대한민국 민법 제840조
대한민국 민법 제840조는 재판상의 이혼 원인에 대한 민법 친족법 조문이다.

## 조문
제840조(재판상 이혼원인) 부부의 일방은 다음 각호의 사유가 있는 경우에는 가정법원에 이혼을 청구할 수 있다.
① 배우자에 부정한 행위가 있었을 때
② 배우자가 악의로 다른 일방을 유기한 때
③ 배우자 또는 그 직계존속으로부터 심히 부당한 대우를 받았을 때
④ 자기의 직계존속이 배우자로부터 심히 부당한 대우를 받았을 때
⑤ 배우자의 생사가 3년 이상 분명하지 아니한 때
⑥ 기타 혼인을 계속하기 어려운 중대한 사유가 있을 때

## 해설
- 대법원은 6항을 근거로 유책주의를 취하고 있다. 본조 제3호 소정의 이혼사유인 '배우자로부터 심히 부당한 대우를 받았을 때'라고 함은 혼인 당사자의 일방이 배우자로부터 혼인관계의 지속을 강요하는 것이 가혹하다고 여겨질 정도의 폭행이나 학대 또는 중대한 모욕을 받았을 경우를 말하는 것이고, 같은 조 제6호 소정의 이혼사유인 '기타 혼인을 계속하기 어려운 중대한 사유가 있을 때'라 함은 부부간의 애정과 신뢰가 바탕이 되어야 할 혼인의 본질에 상응하는 부부공동생활관계가 회복할 수 없을 정도로 파탄되고 그 혼인생활의 계속을 강제하는 것이 일방 배우자에게 참을 수 없는 고통이 되는 경우를 말한다[1].

## 사례
- 결혼 후 취업한 남편이 임신한 아내에게 생활비를 주지 않아 아내가 친정의 도움을 받아 출산용품, 산후조리원 비용 등을 내고 출산 후 아이를 혼자 기르면서 남편으로부터 아이를 입양하자는 말을 들은 경우, 이는 본조 제6호 ‘혼인을 계속하기 어려운 중대 사유’에 해당하며 생활비, 출산용품 비용, 산후조리원 비용을 지급하지 않은 것은 본 조 제2호의 ‘배우자가 악의로 다른 일방을 유기한 때’에 해당한다[2].
- “배우자가 전과 사실, 범죄경력을 속여 결혼하여 신뢰가 무너지고 이로써 혼인관계가 회복할 수 없을 정도로 파탄에 이르게 됐다면 민법 제840조 제6호에 해당한다[3]
- 심히 부당한 대우란 "혼인 당사자의 일방이 배우자로부터 혼인 관계의 지속을 강요하는 것이 가혹하다고 여겨질 정도의 폭행이나 학대 또는 중대한 모욕을 받았을 경우"라고 대법원은 판단하고 있다[4].

## 판례
- 민법 제840조 제6호 이혼사유에 관하여 원칙적으로 유책배우자의 이혼청구를 허용하지 않으며 유책배우자의 이혼청구를 예외적으로 허용할 수 있는지 판단할 때에는, 유책배우자 책임의 태양·정도, 상대방 배우자의 혼인계속의사 및 유책배우자에 대한 감정, 당사자의 연령, 혼인생활의 기간과 혼인 후의 구체적인 생활관계, 별거기간, 부부간의 별거 후에 형성된 생활관계, 혼인생활의 파탄 후 여러 사정의 변경 여부, 이혼이 인정될 경우의 상대방 배우자의 정신적·사회적·경제적 상태와 생활보장의 정도, 미성년 자녀의 양육·교육·복지의 상황, 그 밖의 혼인관계의 여러 사정을 두루 고려하여야 한다.[5]

- 악의의 유기라 함은 정당한 이유없이 배우자를 버리고 부부공동생활을 폐지하는 것을 말하는 바, 가정불화가 심화되어 처 및 자녀들의 냉대가 극심하여지자 가장으로서 이를 피하여 자제케 하고 그 뜻을 꺾기 위하여 일시 집을 나와 별거하고 가정불화가 심히 악화된 기간이래 생활비를 지급하지 아니한 것뿐이고 달리 부부생활을 폐지하기 위하여 가출한 것이 아니라면 이는 민법 제840조 제2호 소정의 악의의 유기에 해당할 수 없다.[6]

- 배우자로부터 심히 부당한 대우를 받았을 때라 함은 혼인관계의 지속을 강요하는 것이 참으로 가혹하다고 여겨질 정도의 폭행이나 학대 또는 모욕을 받았을 경우를 말하고 가정불화의 와중에서 서로 격한 감정에서 오고간 몇차례의 폭행 및 모욕적인 언사는 그것이 비교적 경미한 것이라면 이는 민법 제840조 제3호 소정의 심히 부당한 대우를 받았을 때에 해당하지 않는다.[7]
- 민법 제840조 제3호 소정의 이혼사유인 배우자로부터 심히 부당한 대우를 받았을 때라 함은 혼인관계의 지속을 강요하는 것이 참으로 가혹하다고 여겨질 정도의 폭행이나 학대 또는 모욕을 받았을 경우를 말한다. 혼인파탄에 있어 유책성은 혼인파탄의 원인이 된 사실에 기초하여 평가할 일이며 혼인관계가 완전히 파탄된 뒤에 있은 일을 가지고 따질 것은 아니다. 혼인생활의 파탄에 대하여 주된 책임이 있는 배우자는 그 파탄을 사유로 하여 이혼을 청구할 수 없는 것이나, 다만 그 상대방도 혼인생활을 계속할 의사가 없음이 객관적으로 명백함에도 오기나 보복적 감정에서 이혼에 응하지 않고 있을 뿐이라는 등 특별한 사정이 있는 경우에는, 예외적으로 유책배우자에게도 이혼청구권이 인정된다.[8]
- 민법 제840조 제6호 소정의 이혼사유인 혼인을 계속하기 어려운 중대한 사유가 있는 때라 함은 부부간의 애정과 신뢰가 바탕이 되어야 할 혼인의 본질에 상응하는 부부공동생활관계가 회복할 수 없을 정도로 파탄되고 그 혼인생활의 계속을 강제하는 것이 일방배우자에게 참을 수 없는 고통이 되는 경우를 말하며, 이를 판단함에 있어서는 그 파탄의 정도, 혼인계속의사의 유무, 파탄의 원인에 관한 당사자의 책임유무, 혼인생활의 기간, 자녀의 유무, 당사자의 연령, 이혼후의 생활보장 기타 혼인관계의 제반사정을 두루 고려하여야 한다.[9]

## 참고문헌
- 최자영. (2023). 민법 제840조 제6호 유책주의 이혼제도의 헌법적 문제 [석사학위논문, 한국방송통신대학교].
- 조숙현. (2016). 민법 제840조 “기타 혼인을 계속할 수 없는 중대한 사유”에 관한 판결을 통해 본 혼인의 본질에 관한 법원의 판단과 가치관의 변화. 젠더법학, 7(2), 79-121.

## 같이 보기
- 이혼
- 불륜